# Cobra Mission: Panic in Cobra City
Cobra Mission: Panic in Cobra City (яп. コブラミッション) — комп'ютерна відеогра у жанрі пригодницької ероге-JRPG, розроблена INOS та видана Hard Soft для PC-9801 25 жовтня 1991 року в Японії. Для північноамериканської аудиторії відеогра була кардинально перероблена Megatech Software та видана для MS-DOS 9 вересня 1992 року. Це була перша відеогра з елементами хентаю видана за межами Японії.
У 2010 році вийшов спін-оф Undercover, Girls of Cobra Mission для iPhone.

## Сюжет
У вигаданому місті Кобра (в американські версії острів у берега Флориди) приватний детектив розслідує діло про зникнення дівчат.

## Ігровий процес
Відеогра у жанрі ероге-JRPG з видом зверху, інтерактивними сценами та простим інтерфейсом «вкажи та натисни». Гра має чотири ігрові карти.
Бойова система різних версій відрізнялась. В американській версії, зустрівшись із противником, гравець у реальному часі атакував його за допомогою курсора, шукаючи вразливі місця. У японській версії використовується покрокова система за допомогою меню.
Відеогра має п'ять сцен, остання еротична. В інтерактивних еротичних сценах використовується подібна система. Гравець вибирає предмет (руки, губи та інше), з яким буде взаємодіяти з дівчиною. У разі успіху в дівчини підніметься рівень задоволення, у разі провалу вона образиться та піде. На максимальному рівні відкриється еротична сцена.

## Рецензії
Журнал «Dragon» поставив оцінку відеогрі «X» («не рекомендується»), хоча завжди використовують п'ятизірковий рейтинг.